# Necromania: Trap of Darkness
Necromania: Trap of Darkness est un jeu vidéo de rôle développé par Darksoft Game Development Studio et Cinemax, édité par Strategy First et sorti en 2002 sur Windows.

## Accueil
- GameSpot : 3,7/10[1]
- IGN : 4,5/10[2]